# Zwitserse Bondsraadsverkiezingen 1848
De Zwitserse Bondsraadsverkiezingen van 1848 vonden plaats op 16 november 1848, volgend op de federale parlementsverkiezingen van oktober van dat jaar. Het was de eerste keer dat de Bondsraad werd verkozen.
Jonas Furrer uit het kanton Zürich, Ulrich Ochsenbein uit het kanton Bern, Daniel-Henri Druey uit het kanton Vaud, Martin Josef Munzinger uit het kanton Solothurn, Stefano Franscini uit het kanton Ticino, Friedrich Frey-Herosé uit het kanton Aargau en Wilhelm Matthias Naeff uit het kanton Sankt Gallen werden als eerste zeven leden van de Bondsraad verkozen. Op dezelfde dag werd Jonas Furrer verkozen tot eerste bondspresident van Zwitserland en Daniel-Henri Druey tot eerste vicebondspresident. Johann Ulrich Schiess werd verkozen als eerste bondskanselier van Zwitserland.

## Verloop van de verkiezingen
Na de goedkeuring van de Zwitserse Grondwet eerder in het jaar 1848 werden er in oktober van dat jaar voor het eerst sinds de invoering van de Grondwet federale parlementsverkiezingen georganiseerd, waarbij voor het eerst de leden van de Bondsvergadering (Nationale Raad en Kantonsraad) werden verkozen. Na deze verkiezingen diende de Bondsvergadering ook de zeven leden nieuw opgerichte Bondsraad voor het eerst te verkiezen.
Om tot Bondsraadslid te worden verkozen, heeft men een absolute meerderheid nodig in het aantal stemmen. Jonas Furrer behaalde na twee stemrondes deze absolute meerderheid, met 85 van de 132 uitgebrachte stemmen. Ulrich Ochsenbein, die bij de verkiezing voor de eerste zetel al 36 stemmen behaalde, werd vervolgens al in één stemronde verkozen met 92 stemmen. Daniel-Henri Druey behaalde in deze stemronde 11 stemmen, wat hem vervolgens in de verkiezing voor de derde zetel eveneens in één stemronde een absolute meerderheid opleverde met 76 stemmen. In de verkiezing voor de vierde zetel won Martin Josef Munzinger in de tweede stemronde met 71 stemmen. In de vijfde stemronde werd Stefano Franscini met de zeer nipte meerderheid met 68 stemmen verkozen. In deze stemronde viel ook de hoge score op van Friedrich Frey-Herosé, die 53 stemmen behaalde. Frey-Herosé zou in de volgende, zesde stemronde verkozen worden met 70 stemmen. Wilhelm Matthias Naeff, die op zijn beurt in deze stemming al 52 stemmen had behaald, won uiteindelijk de zevende en laatste zetel in de Bondsraad.
Jakob Robert Steiger uit het kanton Luzern behaalde een belangrijk aantal stemmen zowel in de derde, de vierde als de zevende stemronde, maar zou geen Bondsraadslid worden. Hij zou echter Ulrich Ochsenbein opvolgen als voorzitter van de Kantonsraad.
Van de zeven verkozenen behaalde Ulrich Ochsenbein de meeste stemmen (92 stemmen), terwijl Stefano Franscini met 68 stemmen met de kleinste score werd verkozen. Niettegenstaande de hoge score van Ochsenbein in 1848 zou hij bij de Zwitserse Bondsraadsverkiezingen van 1854 niet meer herverkozen worden.
Johann Ulrich Schiess werd verkozen in de functie van bondskanselier van Zwitserland.

## Resultaten

### Eerste zetel
| Kandidaten                | Kandidaten                | 2e ronde |
| ------------------------- | ------------------------- | -------- |
|                           | Jonas Furrer              | 83       |
|                           | Ulrich Ochsenbein         | 36       |
| Andere                    | Andere                    | 11       |
| Uitgedeelde stembiljetten | Uitgedeelde stembiljetten | 132      |
| Ingevulde stembiljetten   | Ingevulde stembiljetten   | 132      |
| Blancostemmen             | Blancostemmen             | 0        |
| Ongeldige stemmen         | Ongeldige stemmen         | 0        |
| Geldige stemmen           | Geldige stemmen           | 132      |
| Absolute meerderheid      | Absolute meerderheid      | 67       |

### Tweede zetel
| Kandidaten                | Kandidaten                | 1e ronde |
| ------------------------- | ------------------------- | -------- |
|                           | Ulrich Ochsenbein         | 92       |
|                           | Charles Neuhaus           | 13       |
|                           | Daniel-Henri Druey        | 11       |
| Andere                    | Andere                    | 15       |
| Uitgedeelde stembiljetten | Uitgedeelde stembiljetten | 132      |
| Ingevulde stembiljetten   | Ingevulde stembiljetten   | 132      |
| Blancostemmen             | Blancostemmen             | 0        |
| Ongeldige stemmen         | Ongeldige stemmen         | 0        |
| Geldige stemmen           | Geldige stemmen           | 132      |
| Absolute meerderheid      | Absolute meerderheid      | 67       |

### Derde zetel
| Kandidaten                | Kandidaten                | 1e ronde |
| ------------------------- | ------------------------- | -------- |
|                           | Daniel-Henri Druey        | 76       |
|                           | Jakob Robert Steiger      | 18       |
| Andere                    | Andere                    | 38       |
| Uitgedeelde stembiljetten | Uitgedeelde stembiljetten | 132      |
| Ingevulde stembiljetten   | Ingevulde stembiljetten   | 132      |
| Blancostemmen             | Blancostemmen             | 0        |
| Ongeldige stemmen         | Ongeldige stemmen         | 0        |
| Geldige stemmen           | Geldige stemmen           | 132      |
| Absolute meerderheid      | Absolute meerderheid      | 67       |

### Vierde zetel
| Kandidaten                | Kandidaten                | 2e ronde |
| ------------------------- | ------------------------- | -------- |
|                           | Martin Josef Munzinger    | 71       |
|                           | Stefano Franscini         | 24       |
|                           | Jakob Robert Steiger      | 24       |
| Andere                    | Andere                    | 20       |
| Uitgedeelde stembiljetten | Uitgedeelde stembiljetten | 132      |
| Ingevulde stembiljetten   | Ingevulde stembiljetten   | 132      |
| Blancostemmen             | Blancostemmen             | 0        |
| Ongeldige stemmen         | Ongeldige stemmen         | 0        |
| Geldige stemmen           | Geldige stemmen           | 132      |
| Absolute meerderheid      | Absolute meerderheid      | 67       |

### Vijfde zetel
| Kandidaten                | Kandidaten                | 3e ronde |
| ------------------------- | ------------------------- | -------- |
|                           | Stefano Franscini         | 68       |
|                           | Friedrich Frey-Herosé     | 53       |
|                           | Wilhelm Matthias Naeff    | 10       |
| Andere                    | Andere                    | 4        |
| Uitgedeelde stembiljetten | Uitgedeelde stembiljetten | 132      |
| Ingevulde stembiljetten   | Ingevulde stembiljetten   | 132      |
| Blancostemmen             | Blancostemmen             | 0        |
| Ongeldige stemmen         | Ongeldige stemmen         | 0        |
| Geldige stemmen           | Geldige stemmen           | 132      |
| Absolute meerderheid      | Absolute meerderheid      | 67       |

### Zesde zetel
| Kandidaten                | Kandidaten                | 2e ronde |
| ------------------------- | ------------------------- | -------- |
|                           | Friedrich Frey-Herosé     | 70       |
|                           | Wilhelm Matthias Naeff    | 52       |
| Andere                    | Andere                    | 8        |
| Uitgedeelde stembiljetten | Uitgedeelde stembiljetten | 130      |
| Ingevulde stembiljetten   | Ingevulde stembiljetten   | 130      |
| Blancostemmen             | Blancostemmen             | 0        |
| Ongeldige stemmen         | Ongeldige stemmen         | 0        |
| Geldige stemmen           | Geldige stemmen           | 130      |
| Absolute meerderheid      | Absolute meerderheid      | 66       |

### Zevende zetel
| Kandidaten                | Kandidaten                | 3e ronde |
| ------------------------- | ------------------------- | -------- |
|                           | Wilhelm Matthias Naeff    | 84       |
|                           | Jakob Robert Steiger      | 28       |
| Andere                    | Andere                    | 28       |
| Uitgedeelde stembiljetten | Uitgedeelde stembiljetten | 128      |
| Ingevulde stembiljetten   | Ingevulde stembiljetten   | 128      |
| Blancostemmen             | Blancostemmen             | 0        |
| Ongeldige stemmen         | Ongeldige stemmen         | 0        |
| Geldige stemmen           | Geldige stemmen           | 128      |
| Absolute meerderheid      | Absolute meerderheid      | 65       |